# Truffelkevers
De truffelkevers (Leiodidae) zijn een familie van kevers in de superfamilie Staphylinoidea.
De familie omvat circa 3700 soorten. Ze blijven zeer klein (enkele millimeters) tot klein (ongeveer een centimeter) en hebben meestal een bijna ronde omtrek, een bol en glanzend schild en knots-vormige antennes. De kevers leven van schimmels en rottend materiaal. Een aantal soorten wordt ook gevonden in de nesten van vogels en zoogdieren waar ze leven van de afvalstoffen van de gastheer.
De entomologen Quentin D. Wheeler en Kelly B. Miller publiceerden in 2005 beschrijvingen en namen van nieuwe soorten in het geslacht Agathidium, en vernoemden die naar verschillende politici en andere beroemdheden. Zo zijn er soorten die vernoemd zijn naar enkele toenmalige Amerikaanse politici, zoals president George Bush (Agathidium bushi), vicepresident Dick Cheney (Agathidium cheneyi) en minister van defensie Donald Rumsfeld (Agathidium rumsfeldi). Eén soort is zelfs vernoemd naar een personage: Agathidium vaderi draagt de naam van Darth Vader uit de Star Wars-films. Het is overigens niet ongebruikelijk dat planten- of diersoorten naar (bestaande) personen worden vernoemd, maar meestal gaat het om mensen uit het vakgebied.

## Kenmerken
Truffelkevers zijn zeer kleine kevers. Ze bereiken een lengte van iets minder dan één tot maximaal zeven millimeter. Hun ogen zijn in vele gevallen verkleind of ontbreken geheel, hetgeen te maken heeft met de verborgen, deels onderaardse levenswijze van de meeste soorten. Vele soorten zijn vliegloos, omdat zij in de loop van de fylogenie hun achtervleugels hebben verloren. De kleur is onopvallend, lichtbruin tot doorschijnend.

## Verspreiding
De meeste onderfamilies van de Leiodidae zijn wereldwijd verspreid, met een zwaartepunt in de verspreiding op het noordelijk halfrond in het Holarctisch gebied.

## Taxonomie
De volgende taxa worden bij de familie ingedeeld:
- Onderfamilie Camiarinae Jeannel, 1911
  - Tribus Agyrtodini Jeannel, 1936
  - Tribus Camiarini Jeannel, 1911
  - Tribus Neopelatopini Jeannel, 1962
- Onderfamilie Catopocerinae Hatch, 1927 (1880)
  - Tribus Catopocerini Hatch, 1927 (1880)
  - Tribus Glacicavicolini Westcott, 1968
- Onderfamilie Leiodinae Fleming, 1821
  - Tribus Agathidiini Westwood, 1838
  - Tribus Estadiini Portevin, 1914
  - Tribus Leiodini Fleming, 1821
  - Tribus Pseudoliodini Portevin, 1926
    - Geslacht Agaricophagus
    - Geslacht Allocolenisia
    - Geslacht Ansibaris
    - Geslacht Cainosternum
    - Geslacht Colenis Erichson
    - Geslacht Colenisia
    - Geslacht Dermatohomoeus Hlisnikovský, 1963[3]
    - Geslacht Neohydnobius
    - Geslacht Pseudcolenis Reitter, 1885[4]
    - Geslacht Tafforeus
    - Geslacht Typhlocolenis Hoshina, 2008[5]
    - Geslacht Zelodes

  - Tribus Scotocryptini Reitter, 1884
  - Tribus Sogdini Lopatin, 1961
- Onderfamilie Coloninae Horn, 1880 (1859)
- Onderfamilie Cholevinae Kirby, 1837
  - Tribus Anemadini Hatch, 1928
    - Subtribus Anemadina Hatch, 1928
      - Geslacht Anemadiola
      - Geslacht Anemadus
      - Geslacht Cholevodes
      - Geslacht Speonemadus

    - Subtribus Eocatopina Jeannel, 1936
    - Subtribus Eunemadina Newton, 1998
    - Subtribus Nemadina Jeannel, 1936
    - Subtribus Paracatopina Jeannel, 1936

  - Tribus Cholevini Kirby, 1837
    - Subtribus Catopina Chaudoir, 1845
    - Subtribus Cholevina Kirby, 1837

  - Tribus Eucatopini Jeannel, 1921
  - Tribus Leptodirini Lacordaire, 1854 (1849)
    - Subtribus Anthroherponina Jeannel, 1910
    - Subtribus Bathysciina Horn, 1880
    - Subtribus Bathysciotina Guéorguiev, 1974
    - Subtribus Leptodirina Lacordaire, 1854 (1849)
    - Subtribus Pholeuina Reitter, 1886
    - Subtribus Platycholeina Horn, 1880
    - Subtribus Spelaeobatina Guéorguiev, 1974

  - Tribus Oritocatopini Jeannel, 1936
  - Tribus Ptomaphagini Jeannel, 1911
    - Subtribus Baryodirina Perreau, 2000
    - Subtribus Ptomaphagina Jeannel, 1911
    - Subtribus Ptomaphaginina Szymczakowski, 1964

  - Tribus Sciaphyini Perreau, 2000
- Onderfamilie Platypsyllinae Ritsema, 1869

## In Nederland waargenomen soorten
- Genus: Agaricophagus
  - Agaricophagus cephalotes
- Genus: Agathidium
  - Agathidium atrum
  - Agathidium badium
  - Agathidium confusum
  - Agathidium convexum
  - Agathidium laevigatum
  - Agathidium mandibulare
  - Agathidium marginatum
  - Agathidium nigrinum
  - Agathidium nigripenne
  - Agathidium rotundatum
  - Agathidium seminulum
  - Agathidium varians
- Genus: Amphicyllis
  - Amphicyllis globiformis
  - Amphicyllis globus
- Genus: Anisotoma
  - Anisotoma axillaris
  - Anisotoma castanea
  - Anisotoma glabra
  - Anisotoma humeralis
  - Anisotoma orbicularis
- Genus: Catops
  - Catops chrysomeloides
  - Catops coracinus
  - Catops fuliginosus
  - Catops fuscus
  - Catops grandicollis
  - Catops kirbyi
  - Catops longulus
  - Catops morio
  - Catops neglectus
  - Catops nigricans
  - Catops nigriclavis
  - Catops nigrita
  - Catops picipes - (Holenaaskever)
  - Catops subfuscus
  - Catops tristis
  - Catops westi
- Genus: Choleva
  - Choleva agilis
  - Choleva angustata
  - Choleva bicolor
  - Choleva cisteloides
  - Choleva elongata
  - Choleva fagniezi
  - Choleva glauca
  - Choleva jeanneli
  - Choleva nivalis
  - Choleva oblonga
  - Choleva paskoviensis
  - Choleva reitteri
  - Choleva spadicea
  - Choleva sturmii
- Genus: Colenis
  - Colenis immunda
- Genus: Colon
  - Colon angulare
  - Colon appendiculatum
  - Colon barnevillei
  - Colon bidentatum
  - Colon brunneum
  - Colon calcaratum
  - Colon dentipes
  - Colon latum
  - Colon serripes
  - Colon viennense
  - Colon zebei
- Genus: Cyrtoplastus
  - Cyrtoplastus seriepunctatus
- Genus: Hydnobius
  - Hydnobius latifrons
  - Hydnobius multistriatus
  - Hydnobius punctatus
- Genus: Leiodes
  - Leiodes badius
  - Leiodes bicolor
  - Leiodes brunneus
  - Leiodes calcaratus
  - Leiodes ciliaris
  - Leiodes cinnamomeus - (Truffelkever)
  - Leiodes distinguendus
  - Leiodes dubia
  - Leiodes ferrugineus
  - Leiodes furvus
  - Leiodes gyllenhalii
  - Leiodes litura
  - Leiodes longipes
  - Leiodes lucens
  - Leiodes macropus
  - Leiodes nigrita
  - Leiodes obesus
  - Leiodes oblongus
  - Leiodes pallens
  - Leiodes piceus
  - Leiodes rubiginosus
  - Leiodes ruficollis
  - Leiodes rufipennis
  - Leiodes rugosus
  - Leiodes strigipennis
  - Leiodes triepkei
- Genus: Leptinus
  - Leptinus testaceus
- Genus: Liocyrtusa
  - Liocyrtusa minuta
  - Liocyrtusa vittata
- Genus: Liodopria
  - Liodopria serricornis
- Genus: Nargus
  - Nargus anisotomoides
  - Nargus velox
  - Nargus wilkinii
- Genus: Nemadus
  - Nemadus colonoides
- Genus: Parabathyscia
  - Parabathyscia wollastoni
- Genus: Platypsyllus
  - Platypsyllus castoris - (Beverkever)
- Genus: Ptomaphagus
  - Ptomaphagus medius
  - Ptomaphagus sericatus
  - Ptomaphagus subvillosus
  - Ptomaphagus varicornis
- Genus: Sciodrepoides
  - Sciodrepoides fumatus
  - Sciodrepoides watsoni
- Genus: Sogda
  - Sogda suturalis
- Genus: Triarthron
  - Triarthron maerkelii